# Cyperus fuscescens
Cyperus fuscescens là loài thực vật có hoa trong họ Cói. Loài này được Willd. ex Link mô tả khoa học đầu tiên năm 1820.